# Accacidia improvisa
Accacidia improvisa är en insektsart som först beskrevs av Rauno E. Linnavuori 1953.  Accacidia improvisa ingår i släktet Accacidia och familjen dvärgstritar. Inga underarter finns listade i Catalogue of Life.